# Charles Cameron
Charles Cameron (Karl Karlovich), född 1 juni 1745 i Skottland, död 19 mars 1812 i Sankt Petersburg, var en skotsk arkitekt.
Cameron kom från en välbärgad familj i Skottland. År 1767 reste Cameron till Rom för att studera äldre byggnaders arkitektur i syfte att ge ut en nyutgåva av Lord Burlingtons Fabbriche Antiche. Efter det att Cameron återvänt till Skottland, arbetade han på sin bok Roman Thermae, som publicerades 1772 i London. År 1779 blev han inbjuden av den ryska kejsarinnan Katarina II att hjälpa till att bygga upp Tsarskoje Selo och Pavlovsk. Cameron arbetade för Alexey Razumovsky vid Baturino. Cameron pensionerades 1805.